# Chroom(II)oxide
Chroom(II)oxide is een tweewaardig oxide van chroom, met als brutoformule CrO. De stof komt voor als een zwart poeder, dat onoplosbaar is in water. In contact met zuurstof uit de lucht wordt het onmiddellijk geoxideerd tot hogere oxiden van chroom. Chroom(II)oxide is een reductor en is een bestanddeel in toners.
Chroom(II)oxide kristalliseert uit in een kubisch kristalstelsel, vergelijkbaar met de kristalstructuur van natriumchloride en behoort tot ruimtegroep Fm3m.

## Synthese
Chroom(II)oxide kan bereid worden door reductie van chroom(III)oxide met waterstofhypofosfiet:
{\displaystyle {\ce {2Cr2O3 + H3PO2 -> 4CrO + H3PO4}}}